# ムカデ人間3
『ムカデ人間3』（ムカデにんげん3、原題: The Human Centipede 3 (Final Sequence)）は、2015年に公開されたトム・シックス監督作のホラー映画。『ムカデ人間』シリーズの完結編。

## ストーリー
アメリカのとある荒野にある男性凶悪犯ばかりを収容した巨大監獄ジョージ・ブッシュ刑務所。その所長であるビル・ボスは、絶対的独裁者として君臨して、自らの欲望のままに施設を運営し、秘書のデイジーを性奴隷として扱い、囚人たちの人権など無視して暴虐の限りを尽くしていた。だが、そんな無軌道な運営が祟り、彼の刑務所は全米で最も職員の離職率が高く、釈放された囚人の4割が3週間以内に再犯を犯すという割合で囚人の出所後の再収監率が全米で一番高く、血生臭い暴力事件・暴動が全米で最も多発している上に、ビルが囚人たちを拷問・虐待するため医療費も全米一となっていた。あまりにも酷い状況に、州知事から解雇をチラつかされたビルは、彼の祖父が養豚農家であったことを活かして囚人全員を去勢する作戦を思いつく。それによって囚人たちは大人しくなり、施設の経営も安定すると考えたのだ。
一方、ビルの右腕で『ムカデ人間』シリーズのファンである刑務所の会計士のドワイトは、囚人たちの口と肛門を繋げてムカデ人間にすることこそ刑務所経営を健全化させるだけでなく、凶悪犯罪に対する抑止力を期待できる最良のアイデアだと力説するのだった。ビルは、B級映画の真似事であるその提案は流石に馬鹿らしいと一度は一蹴するが、試しに自らの手で去勢を施した囚人が全く大人しくならなかったことによって去勢作戦が失敗に終わってしまったのを見届け、自室で酔っぱらって居眠りしていた際に食堂で囚人たちにレイプされるという内容の悪夢にうなされるや、ドワイトがオランダから招待したトム・シックス監督の「私の映画は100％医学的に正確」という意見とドワイトが刑期満了と共に刑務所を出なければならない囚人たちの損傷を最小限に抑える為に考案した独自の改良案を聞き、全ての囚人を跪かせて暴動を防止し、食費は勿論、刑務所運営関連の諸経費を節約するだけでなく凶悪犯罪への抑止力にも繋がる最良かつ究極の手段は、囚人たちをムカデ人間にすることだという結論に達し、囚人500人を全員繋げてしまうという暴挙を実行に移そうとするのであった。

## キャスト
※括弧内は日本語吹替
- ビル・ボス所長 - ディーター・ラーザー（若本規夫）
- ドワイト・バトラー - ローレンス・R・ハーヴェイ（肝付兼太）
- 受刑者178 - タイニー・リスター・Jr.（佐々木祐介）
- 受刑者297 - ロバート・ラサード（相樂真太郎）
- 受刑者346 - ジェイ・タヴァレ（庄司然）
- ヒューズ州知事 - エリック・ロバーツ（西垣俊作）
- デイジー - ブリー・オルソン（立石めぐみ）
- ジョーンズ医師 - クレイトン・ローナー（菊池康弘）
- トム・シックス - 本人 （岩崎洋介）
- 受刑者333 - 北村昭博（落合福嗣）
- 受刑者109 - カルロス・ラミレス
- 看守 - ノア・スタッグス
- 運転手 - イローナ・シックス
- 日本版予告編ナレーション - 若本規夫

## その他
- 日本語版限定テーマソングを担当したレイチェル フィーチャ リング リッキー&ラビーのメンバーレイチェルは「ストーリーを聞いて想像しただけでとても気分が悪くなり制作が難航した」と発言した[4]。
- 神戸の元町映画館にて「大衆SHOCK堂」制作の等身大ムカデ人間が期間限定で公開された[5]。
- 第36回ゴールデンラズベリー賞最低監督賞と最低リメイク・パクリ・続編賞にノミネートされる。
- ムービー・ナイトにて『ムカデ人間』が上映された際に北村昭博演ずる受刑者333がこの映画の概要について熱弁するシーンの台詞は、ロジャー・イーバートがこの映画を評価した時の「星の採点システムでは評価できない。この映画は星も輝かない世界を占拠している」という言葉が元ネタになっている[6]。